# Wärtsilä-Sulzer RT-flex96C
Os RT-flex96C da Wärtsilä-Sulzer são motores de combustão interna dedicados a equipar navios de grande porte. Esta família de motores utiliza óleo pesado como combustível e consistem nos maiores e mais potentes sistemas propulsores fabricados atualmente.

## Descrição
Os Wärtsilä-Sulzer RT-flex96C consistem em motores modulares, inicialmente produzidos nas versões de seis, oito, dez, doze e catorze cilindros. Contudo, podem  ser produzidos com qualquer número de cilindros, entre seis e catorze, sendo os únicos motores de sete, onze, treze e catorze cilindros em linha que se tem notícia. 
Uma versão de nove cilindros em linha também é produzida, sendo que esta não é  uma configuração exclusiva, pois também é adotada  por outros fabricantes.
Na versão de 14 pistões, é o maior e mais eficiente motor de combustão interna do mundo. Atualmente é fabricado com potência de até 80 080 kW (108 878 cv)  a 102 RPM, o que corresponde à soma da potência de aproximadamente 1 000 automóveis de passeio comuns.

Logotipo da Wärtsilä, fabricante deste motor

Nesta configuração, o motor totaliza o peso de 2 300 toneladas, apresentando dimensões de 27,1 metros de comprimento e 13,4 metros de altura. Cada um de seus imensos pistões medem 6 metros de altura e pesam mais de 5 toneladas, o que o torna o maior e mais potente motor fabricado em série na atualidade.
Este motor apresenta um selo mecânico abaixo dos pistões. Isto obriga que seu sistema de lubrificação seja dividido em duas partes independentes: os cilindros e o cárter apresentam distintos sistemas de lubrificação, sendo que cada setor adota lubrificantes com características diferentes.  Deste modo, cada uma dessas divisões internas do motor é lubrificada por fluidos especialmente desenvolvidos para desempenhar papeis específicos conforme a área onde atua. Os cilindros são lubrificados continuamente por meio da injeção direta de lubrificantes preparados para proteger as partes móveis do desgaste e neutralizar os fortes ácidos formados durante a combustão do óleo pesado e normalmente rico em enxofre utilizado como combustível dessas embarcações.

## Utilização

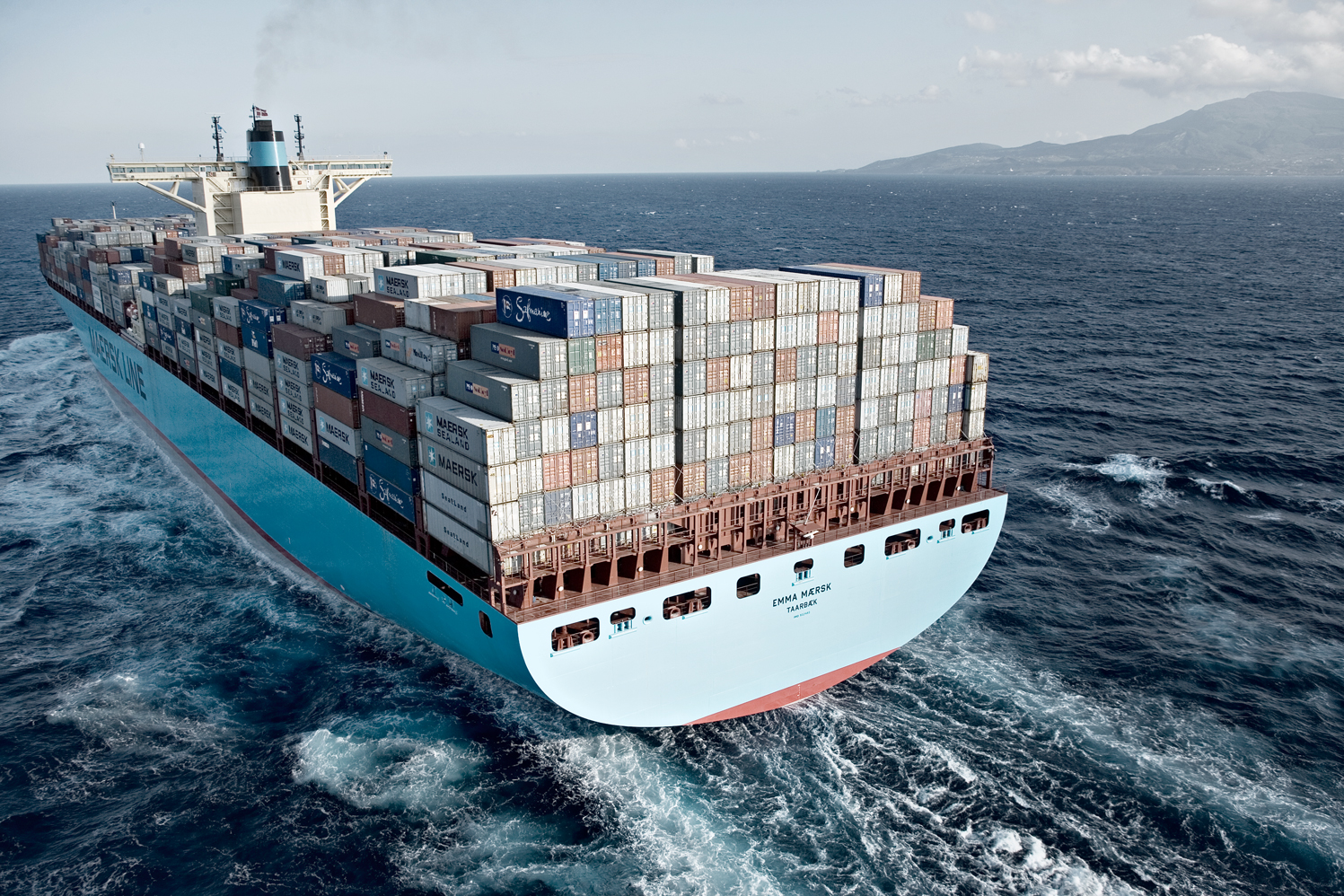
Embarcação Emma Maersk sendo impulsionada pelo motor Wärtsilä-Sulzer RT-flex96C

O RT-flex96C é utilizado pela indústria naval, como propulsor para navios cargueiros de grande porte, sobretudo naqueles utilizados para o transporte de contêineres à longas distâncias. 
A primeira unidade deste motor a ser colocada em operação, foi instalada na embarcação Emma Mærsk, iniciando suas operações em setembro de 2006.
Atualmente diversas operadoras de carga marítima contam com os motores desta família para o propulsão de seus navios cargueiros de grande porte.

## Dados técnicos
Segundo o fabricante, o motor apresenta os seguintes valores relacionados à sua dinâmica de funcionamento:
| Princípio de funcionamento                          | Motor de ignição por compressão (baseado em ciclo Diesel), turboalimentado, de dois tempos |
| Configuração                                        | Em linha, composto por um conjunto que pode variar de 6 a 14 pistões                       |
| Diâmetro de pistão                                  | 965 mm                                                                                     |
| Curso de pistão                                     | 2 500 mm.                                                                                  |
| Cilindrada                                          | 10 920 a 25 480 litros (1 820 litros por pistão)                                           |
| Velocidade média dos pistões                        | 8,5 m/s (30,6 km/h).                                                                       |
| Velocidade nominal de rotação                       | 102 rpm                                                                                    |
| Eficiência máxima                                   | 51,7% (ocorre a 85% da plena carga)                                                        |
| Consumo específico                                  | 171 g/(kWh) (126 g/(hp·h)) a plena carga : 163 g/(kWh) (120 g/(hp·h)) em máxima eficiência |
| Consumo médio de combustível                        | Em regime de trabalho normal, o motor utiliza até 250 toneladas de combustível por dia.    |
| Potência máxima                                     | 6 030 kW por pistão, 36 180 a 84 420 kW no total                                           |
| Densidade de potência                               | 9,6 a 34,8 kW por tonelada                                                                 |
| Massa de combustível consumida por ciclo num pistão | ~160 g a plena carga.                                                                      |
| Peso do Virabrequim                                 | 300 toneladas                                                                              |
| Peso dos pistões                                    | 5,5 toneladas                                                                              |
| Altura dos pistões                                  | 6 metros                                                                                   |

É importante destacar que os dados relacionados à potência apresentados nesta tabela consideram o motor em sua configuração máxima, contando com 14 cilindros e cilindradas equivalentes a 25 480 litros.